# Tartu Olümpia JK
Le Tartu Olümpia Jalgpalliklubi est un club estonien de football fondé en 1930 et basé à Tartu. Il est le seul club provincial à avoir remporté le Championnat d'Estonie de football.

## Palmarès
- Championnat d'Estonie de football (1)
  - Champion : 1940